# 布拉什克里克鎮區 (明尼蘇達州法里博縣)
布拉什克里克鎮區（英語：Brush Creek Township）是位於美國明尼蘇達州法里博縣的一個行政鎮區。

## 地方資料
布拉什克里克鎮區的面積為93.50平方千米，當中陸地面積為91.50平方千米，而水域面積為2.00平方千米。根據2020年美國人口普查的數據，當地共有人口188人，而人口密度為每平方千米2.01人。